# Maxim Noreau
Maxim Noreau (* 24. Mai 1987 in Montreal, Québec) ist ein ehemaliger kanadischer Eishockeyspieler, der im Verlauf seiner aktiven Karriere zwischen 2004 und 2024 unter anderem 531 Spiele für den HC Ambrì-Piotta, SC Bern, ZSC Lions und SC Rapperswil-Jona Lakers in der Schweizer National League (A) auf der Position des Verteidigers bestritten hat. Darüber hinaus absolvierte Noreau über 430 weitere Partien in der American Hockey League und stand in sechs Begegnungen für die Minnesota Wild in der National Hockey League (NHL) auf dem Eis. Sein jüngerer Bruder Samuel war ebenfalls professioneller Eishockeyspieler.

## Karriere

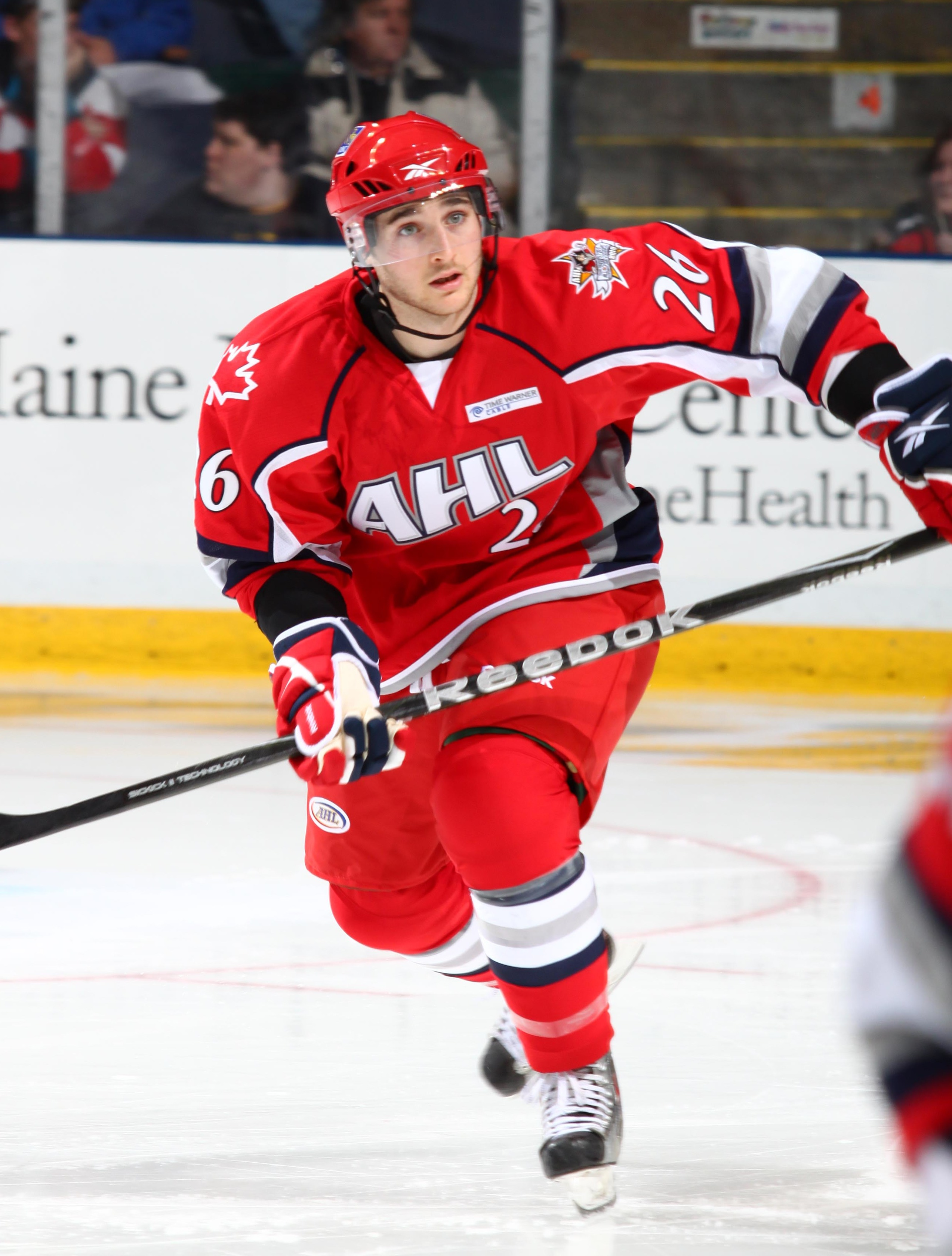
Noreau beim AHL All-Star Classic 2010

Nachdem Noreau seine Karriere bei den West Island Lions in der Ligue de Hockey Midget AAA du Québec lanciert hatte, wechselte er 2004 zu den Tigres de Victoriaville in die Ligue de hockey junior majeur du Québec (LHJMQ), wo er die folgenden drei Spielzeiten verbrachte. Dabei sammelte er in über 220 Partien annähernd 160 Scorerpunkte. Im NHL Entry Draft blieb der Verteidiger derweil unberücksichtigt.
Im Mai 2008 unterzeichnete Noreau als Free Agent einen Einstiegsvertrag bei den Minnesota Wild aus der National Hockey League (NHL). Er verbrachte aber den Großteil der beiden folgenden Spielzeiten beim Farmteam, den Houston Aeros, in der American Hockey League (AHL). In der Saison 2009/10 verbuchte er in 76 Spielen 52 Scorerpunkte und spielte sich damit ins Second All-Star Team der AHL. Sein NHL-Debüt für die Wild gab er am 8. April 2010 gegen die Calgary Flames. Zur Saison 2011/12 wurde er im Tausch mit David McIntyre von den Wild zu den New Jersey Devils transferiert.
Der Abwehrspieler bestritt aber kein einziges Spiel für die Devils, sondern unterzeichnete einen Einjahresvertrag beim National-League-A-Verein HC Ambrì-Piotta. In seiner ersten Saison bei den Leventinern erzielte er in 44 Spielen 30 Punkte und wurde daraufhin ins All-Star-Team der NLA gewählt. Es kam zu einer Vertragsverlängerung um zwei weitere Jahre. In der Saison 2012/13 hatte er erneut die wichtigste Rolle an der blauen Linie inne und war mit zehn Toren und 35 Assists der punktbeste Verteidiger der Liga. Noreau verließ Ambrì im Sommer 2014 mit einer Ausbeute von 102 Punkten aus 146 Spielen, verteilt über drei Spielzeiten. Er unterzeichnete daraufhin einen Zweijahresvertrag bei der Colorado Avalanche, spielte aber keine einzige Partie für die Mannschaft und verbrachte die gesamten zwei Jahre in der AHL bei den Lake Erie Monsters und San Antonio Rampage. Bei beiden Teams war erneut für ein wichtiger Offensiv-Verteidiger und erzielte in zwei Spieljahren 75 Punkte in 103 Spielen.
Im April 2016 wechselte der Franko-Kanadier erneut in die Schweiz, diesmal zum SC Bern. Mit dem Team Canada gewann er – zum zweiten Mal nach 2012 – die 90. Auflage des Spengler Cups und wurde ins All-Star-Team des Turniers gewählt. Gleich in seinem ersten Jahr beim SCB gewann er zum ersten Mal den Schweizer Meistertitel. Ende Dezember 2017 führte er die kanadische Auswahl als Mannschaftskapitän zum abermaligen Gewinn des Spengler Cups und glänzte im Endspiel der 91. Austragung als einer der spielentscheidenden Akteure. Im März 2018 entschied Noreau sich für einen Wechsel zu den ZSC Lions, wo der Kanadier schließlich vier Spielzeiten lang aktiv war. Zur Saison 2022/23 wechselte er innerhalb der Schweiz zu den SC Rapperswil-Jona Lakers, wo er insgesamt zwei Spieljahre bis zum Sommer 2024 verbrachte. Anschließend beendete der 37-Jährige seine aktive Karriere.

### International
Für sein Heimatland nahm Noreau mit der kanadischen Nationalmannschaft an den Olympischen Winterspielen 2018 teil, die ohne NHL-Spieler antrat und die Bronzemedaille errang. Noreau wurde er punktbester Abwehrspieler des Turniers und in der Folge als einziger Kanadier ins All-Star-Team berufen. Vier Jahre später nahm der Verteidiger an den Olympischen Winterspielen 2022 in der chinesischen Hauptstadt Peking teil, wo er mit der Mannschaft den sechsten Rang belegte. In fünf Turnierspielen sammelte er vier Punkte, darunter ein Tor.

## Erfolge und Auszeichnungen
| - 2010 Teilnahme am AHL All-Star Classic - 2010 AHL Second All-Star Team - 2011 Teilnahme am AHL All-Star Classic - 2011 AHL First All-Star Team - 2012 NLA All-Star-Team - 2012 Spengler-Cup-Gewinn mit dem Team Canada | - 2016 Spengler-Cup-Gewinn mit dem Team Canada - 2016 Spengler Cup All-Star-Team - 2017 Schweizer Meister mit dem SC Bern - 2017 Spengler-Cup-Gewinn mit dem Team Canada - 2019 Spengler Cup All-Star-Team - 2019 Spengler-Cup-Gewinn mit dem Team Canada |

### International
- 2018 Bronzemedaille bei den Olympischen Winterspielen
- 2018 All-Star-Team der Olympischen Winterspiele

## Karrierestatistik

### International
Vertrat Kanada bei:
- Olympischen Winterspielen 2018
- Olympischen Winterspielen 2022

(Legende zur Spielerstatistik: Sp oder GP = absolvierte Spiele; T oder G = erzielte Tore; V oder A = erzielte Assists; Pkt oder Pts = erzielte Scorerpunkte; SM oder PIM = erhaltene Strafminuten; +/− = Plus/Minus-Bilanz; PP = erzielte Überzahltore; SH = erzielte Unterzahltore; GW = erzielte Siegtore; 1 Play-downs/Relegation; Kursiv: Statistik nicht vollständig)